# Zdenka Adamič
Zdenka Adamič, slovenska pravnica, * 26. november 1910, Trst, † 26. julij 1997, Ljubljana.
Bila je ena izmed prvih slovenskih doktoric prava.

## Življenje in delo

### Otroštvo
Rodila se je očetu skladatelju Emilu in materi Hani (rojeni Keber) Adamič. V Trstu, kjer je oče poučeval glasbo, so živeli do njegove smrti. Močno jo je zaznamoval spomin na sprevod s krsto avstrijskega prestolonaslednika Franc Ferdinanda, ki so jo po atentatu v Sarajevu peljali ob kanalu mimo Ponte rossa v mesto. Njen oče je bil med prvo svetovno vojno mobiliziran in preživel prva štiri leta na ruski fronti in nato pet let kot ujetnik v Taškentu. Vrnil se je šele leta 1923. Z mamo in bratom so se zaradi lakote in slabih razmer v Trstu med prvo svetovno vojno preselili v Kamnik, kjer so imeli materini starši gostilno. Po očetovi vrnitvi se je družila preselila v Ljubljano.

### Izobraževanje
Obiskovala je II. državno realno gimnazijo (današnja gimnazija Poljane) in leta 1929 maturirala. Poleg nje je bilo v razredu samo še eno dekle. Vpisala se je na Pravno fakulteto Univerze v Ljubljani. Pri študiju jo je podpiral stric, mamin brat Janez, ki je bil veterinar in ni imel svoje družine. V rednem roku je diplomirala leta 1934 in po rigoroz doktorirala leta 1937. Tako je postala ena izmed prvih slovenskih doktoric prava. Ob študiju, za katerega se je odločila na željo družine, se je močno zanimala za slikarstvo. Po diplomi je eno leto živela v Parizu, skupaj z arhitektko Gizelo Šukljetovo, Plečnikovo sodelavko, in obiskovala šolo francoskega slikarja Ferdinanda Legerja. Slikarstvo je jemala kot hobi, saj si ni znala predstavljati, da bi kot slikarka lahko normalno živela. Tudi kot pravnica se je veliko gibala v umetniških krogih in gojila svoje prijateljske stike z uspešnimi umetniki.

### Druga svetovna vojna
Kot predstavnica Jugoslavije se je udeležila prvega kongresa ženskih pravnic na Dunaju. Leta 1937 se je za dve leti zaposlila kot sodna in notarska pripravnica. Nato je bila odvetniška pripravnica pri Ivanu Benkoviču, ki je sredi druge svetovne vojne leta 1943 umrl. Od jeseni 1942 je kot članica Osvobodilne fronte sodelovala v odvetniških in notarskih trojkah. V času brezposelnosti je izpopolnjevala svoje znanje tujih jezikov; tekoče je govorila nemško, angleško in francosko ter pasivno italijansko.

### Po vojni
Po vojni je bila urednica v tiskovnem uradu Predsedstva vlade in vodja prevajalskega oddelka agencije Tanjug. Nato je bila do leta 1947 v službi pri odvetniku Milanu Orožnu v Celju. Leta 1944 je spoznala njegovega sina, tudi pravnika, Milana Orožna, se z njim po vojni poročila in rodila sina Milana. Čeprav je bil njen mož imetnik partizanske spomenice 1941, so ga kmalu po vojni za tri leta zaprli. Zaradi dolgotrajnega bolehanja po porodu je Zdenka pustila službo in se preživljala s poučevanjem tujih jezikov in prevajanjem. Nasprotovala je moževemu tradicionalnemu in patriarhalnemu odnosu do žensk in se ločila. Leta 1953 se je ponovno zaposlila kot pravna referentka in mednarodna korespondentka v podjetju Slovenija-Impex, pozneje pa še drugod. V Gospodarski zbornici Slovenije je bila leta 1965 samostojna strokovna sodelavka za pravna vprašanja, tajnica častnega razsodišča in tajnica komisije za obravnavo ugovorov zoper sklepe častnega razsodišča. Leta 1970 je bila predstavnica na sedežu Mednarodne organizacije dela v Ženevi. Aktivna je bila na posvetovanjih Zveze društev Pravnik vse do upokojitve leta 1974. Pokopana je na Žalah v Ljubljani.